# 元景寺
元景寺（げんけいじ）は、群馬県前橋市総社町植野にある曹洞宗の寺院。

## 歴史
1590年（天正18年）、秋元長朝の開基である。長朝は総社領（後の総社藩）の領主で、父の景朝の菩提を弔うために創建した。なお、母の菩提を弔うために創建したのが光巌寺である。開山は雙林寺11世・自然玄悦であるという。江戸時代には20石の朱印地を与えられた。
境内には、応永28年（1421年）の在銘の石仏（前橋市指定重要文化財）や、天狗岩用水の開鑿にまつわる天狗を祀った羽階権現、天明の浅間焼けの供養碑などがある。
本堂は延宝5年（1677年）の棟札があったとされ、改修を重ねているものの火灯窓は建築当時の様子を保っているという。

## 淀殿伝承
元景寺には淀殿が大坂夏の陣の大坂城落城後に身を寄せたという淀殿生存説がある。
境内北の墓地に秋元氏の墓所（前橋市指定史跡）が存在するが、その中の1基「心窓院殿華月芳永大姉」は淀殿の墓であるとの伝承がある。正徳5年（1715年）に秋元喬知によって建立された墓碑銘によれば、彼女は秋元泰朝の母だが何氏であったか伝わっておらず、葬送に用いた乗輿の扉の一片には桐と菊の紋があったという。また元景寺過去帳では泰朝の乳母であるという。
本堂には菊と桐の紋章が入った駕籠が残っている。この駕籠に乗って総社城に来る途中、淀君は一本の梅の枝を持ち帰り、境内に植えた。山門より入って右側にある梅の木がそれである。この逸話がきっかけとなり植野（群馬郡総社領植野村、西群馬郡総社町植野）という地名が生まれた。
しかし泰朝は大阪の陣の時点では大人なので、泰朝の母または乳母が淀殿である可能性はないと言える。他方、「心窓院」を長朝の側室「おゑん」として、利根川対岸の「お艶が岩」と結びつける伝承もある。

## 文化財
前橋市指定文化財
- 秋元氏墓地（前橋市指定史跡、昭和56年4月27日指定）
  - 秋元景朝、景朝室、長朝側室（泰朝母）の3基。
- 石造地蔵菩薩坐像（前橋市指定重要文化財、昭和63年8月3日指定）

（）

## 交通アクセス
- 群馬総社駅より徒歩13分。

## 周辺
- 前橋市立勝山小学校